# Свагнови
Свагновите (Sphagnaceae) са семейство листнати мъхове от разред Свагноцветни (Sphagnales).
Таксонът е описан за пръв път от Бартелеми Дюмортие през 1829 година.

## Родове
- Ambuchanania
- Flatbergium
- Sphagnum – Торфен мъх